# ВЕЦ Хувър Дам
Хувър Дам (на английски: Hoover Dam, известен преди като Boulder Dam, Боулдър Дам) е стоманобетонна дъгова гравитационна язовирна стена с водноелектрическа централа, построена в каньон на река Колорадо, на границата между американските щати Аризона и Невада. Язовирната стена, разположена на 48 km югоизточно от Лас Вегас, е наречена на президента Хърбърт Хувър, който участва активно в нейното планиране и построяване.
Резервоарът, който се образува зад язовирната стена, се нарича язовир Мийд и носи името на Елууд Мийд, ръководителя на проекта.

## История
Строежът започва през 1931 г. и завършва през 1935 г., повече от година преди установения срок. По време на строежа загиват 114 души. На церемонията по откриването на 30 септември 1935 г. президентът на САЩ Франклин Делано Рузвелт заявява: „Тази сутрин аз дойдох, видях и бях покорен („I came, I saw, and I was conquered“, вж. „Veni, vidi, vici“), както би бил всеки, който види за пръв път този голям подвиг на човечеството... Преди десет години мястото, където сме се събрали, беше безлюдна, сурова пустиня. На дъното на мрачния каньон, чиито стени се извисяват до височина над 300 m, течеше необуздана и опасна река... Мястото на град Боулдър беше покрита с кактуси пустош. И преобразяването, извършено тук през тези години, е едно чудо на двадесети век.“
През 1981 г. Хувър Дам е включен в Националния регистър на историческите места, а на 20 август 1985 г. е обявен официално за национална историческа забележителност.

## Снимки
- Хувър Дам, гледка от птичи полет
- Хувър Дам през 1942 г.